# Kappel (Eder)
Die Kappel ist ein orographisch rechter Zufluss der Eder in den Gemarkungen Wingeshausen und Aue der wittgensteinischen Stadt Bad Berleburg im Kreis Siegen-Wittgenstein, Nordrhein-Westfalen. Namentlich entsteht sie erst 1,3 km oberhalb ihrer Mündung durch den Zusammenfluss des Westerbachs mit dem Bortlingsbach; über den Westerbach ist sie 7,3 km lang, über den Bortlingsbach sind es 7,8 km.

## Flusssystem
Die Kappel entwässert über ein fächerförmiges Flusssystem nach Süden, wobei die beiden Hauptarme die kürzeren Bäche von Nordwesten (Westerbach) und Nordosten (Bortlingsbach) einsammeln, die zusammen den Auer Kessel, den Nordwestteil der Wittgensteiner Kammer, geformt und ausgeräumt haben. Die Quellen der Bäche liegen größtenteils in der Rüsper Rothaar, die des Bortlingsbachs und des Eberbachs in der Kühhuder Rothaar und die des Radebachs am Ostrand des Kessels. Westerbach und Steinsbach haben hingegen ihre Quellen im Auer Ederbergland, das die Rothaar nach Süden abdacht. Von den 27,443 km² Einzugsgebiet entwässert der Westerbach 13,166 km², der Bortlingsbach 11,801 km² und die namentliche Kappel nur noch weitere 2,476 km², von denen der größere Teil auf den Steinsbach entfällt.

### Nach Stationierung
In der Gewässerstationierung wird der Bortlingsbach (dort: „Bortlingbach“) über den Ihringebach gemessen und sein Oberlauf als „Bockeshorntal“ geführt. Nach jener Hierarchie gliedert sich das System wie folgt:
- Westerbach/Kappel (GKZ: 428132; Länge: 7,33 km; EZG: 13,17 km²)
  - (l) Kieselgründchen (428132-12; 0,80 km)
  - (l) Weißbach (428132-14; 1,83 km; 0,92 km²[3])
  - (l) In der Mühle (428132-2; 2,86 km; 3,01 km²)
  - (l) Gutmannssaat[4] (428132-4; 3,35 km²; 2,64 km²)
  - (l) Rohrbach (428132-52; 2,08 km; 1,15 km²[3])
  - (l) „Bortlingbach“ (428132-6; 5,58 km; 11,80 km²)
    - (l) „Bockeshorntal“ (428132-64; 3,49 km)
      - (r) Wohlbach (428132-642; 1,36 km; 0,94 km²[3])
      - (l) Eberbach (428132-646; 1,52 km; 0,97 km²[3])

    - (l) Radebach (428132-66; 1,94 km; 2,02 km²[3])

  - (r) Steinsbach (428132-8; 2,69 km; 1,94 km²[3])

### Orographisch
Geht man im Uhrzeigersinn, beginnend im Süden, um das Flusssystem und richtet sich nach den historischen Bachnamen, so reihen sich die Bäche wie folgt:
- Steinsbach (428132-8; 2,69 km; 1,94 km²[3])
- System Westerbach (428132-5; 6 km; 27,44 km²)
  - Westerbach
  - Kieselgründchen (428132-12; 0,80 km)
  - Weißbach (428132-14; 1,83 km; 0,92 km²[3])
  - In der Mühle (428132-2; 2,86 km; 3,01 km²)
  - Gutmannssaat (428132-4; 3,35 km²; 2,64 km²)
  - Rohrbach (428132-52; 2,08 km; 1,15 km²[3])
- System Bortlingsbach (428132-6; 6,5 km; 11,80 km²)
  - Ihrigebach (428132-66; 2,55 km; 2,48 km²[3])
  - Wohlbach (428132-642; 1,36 km;0,94 km²[3])
  - Bortlingsbach
  - Eberbach (428132-646; 1,52 km; 0,97 km²[3])
  - Radebach (428132-66; 1,94 km; 2,02 km²[3])